# Kawasaki GPX 750 R
Die GPX 750 R (Werksbezeichnung ZX 750 F, in den USA Ninja 750 R) ist ein Motorrad der 750-cm³-Klasse des Herstellers Kawasaki.
Die GPX 750 folgte auf die GPZ 750 als Antwort auf die 750-cm³-Maschinen von Yamaha und Suzuki, welche die 100-PS-Grenze erreicht hatten. Sie schloss die Lücke der GPZ 750 in der neuen Generation an Sportmaschinen und nahm 1988 an der ersten Superbike-Weltmeisterschaft teil. Gebaut wurde sie von 1986 bis 1990. Abgelöst wurde sie durch die ZXR 750 H1, die 1989 erschien.

## Technik
Die GPX hat einen wassergekühlten Vierzylinder-Viertakt-Reihenmotor mit 748 cm³ Hubraum und DOHC, 16 Ventilen sowie mittig liegender Steuerkette. Dieser erzeugte in der Europäischen Variante 100 PS bei 10500/min (volle Leistung in Nordamerika 107 PS) und ein Drehmoment von 76 Nm bei 8500/min. Die Kraft wird über ein 6-Gang-Schaltgetriebe und eine Kette an das Hinterrad übertragen. Die Höchstgeschwindigkeit liegt bei 238 km/h. Sie beschleunigt in 3,5 s von 0 auf 100 km/h. Besonders ist das ESCS (Electronic Suspension Control System), das eine einstellbare Härte der Vorderradfederung ermöglichen soll. Dieses ist in drei Stufen von weich zu hart verstellbar. Außerdem verfügt die GPX über ein Uni-Trak-Federbein mit vier verstellbaren Stufen.

## Trivia
Die GPX 750 nahm 1988 an der neu ins Leben gerufenen Superbike-Weltmeisterschaft teil. Obwohl Adrien Morillas 1988 auf der GPX 750 auf dem Hungaroring in Rennen eins den vierten und in Rennen zwei den ersten Platz erreichte, zeigte sich, dass das Motorrad seinen technischen Zenit bereits überschritten hatte. Die Leistung konnte nicht mit der Konkurrenz anderer Hersteller mithalten, hohe Verkaufszahlen blieben aus, weshalb die GPX 750 R in der Superbike-WM bereits am 31. Juli 1988 durch die ZX-7 R (1989 als ZXR 750 H1 erschienen) ersetzt wurde.
In Konkurrenz mit ihrem Nachfolger wird die GPX von den Erfolgen der ZXR 750 überschattet und war durch die starke Konkurrenz anderer Hersteller nie ein Verkaufshit. Der Nachfolger der GPZ 600 hieß ebenfalls GPX 600 und hat einige Teile mit der GPX 750 gemein. Das Design wurde dem der GPX 750 R angepasst.